# Seneción Memio Áfer
Seneción Memio Áfer (en latín: Senecio Memmius Afer) fue un senador romano que vivió a finales del siglo I y principios del siglo II y desarrolló su cursus honorum bajo los reinados de Domiciano, Nerva, y Trajano. Fue cónsul sufecto en el año 99 junto a Publio Sulpicio Lucrecio Barba.

## Orígenes familiares
Los orígenes de Memio Áfer se disputan. Edward Champlin cree que era "casi con certeza africano y quizás de Thugga ", mientras que John Grainger sugiere que sus orígenes estaban en Hispania. Ronald Syme, señalando que la tribu de Afer era la "Galeria", afirma que está atestiguada para una sola ciudad en el norte de África, Hadrumetum, mientras que los miembros posteriores de la gens Memia "tienden a provenir de Bulla Regia o Gigthis"; por otro lado, Syme afirma que el cognomen Áfer está bien atestiguado en Hispania, mientras que contó dieciocho casos del gentilicum Memio en las provincias Hispanas. De lo que si está seguro, es que Áfer era suegro de Tiberio Cacio Cesio Frontón, hijo del poeta Silio Itálico. Dos inscripciones, una de Tibur, y la otra del norte de África, nombran a su hijo, Lucio Memio Tuscilo Seneción; la inscripción del norte de África describe a Áfer como pronepoti y Seneción como nepoti, lo que indica que la familia continuó durante dos generaciones más.

## Carrera política
Su cursus honorum se conoce solo por la inscripción de Tibur, que ha conservado solo dos de los cargos que ocupó Memio Áfer. El primer cargo mencionado en la lista es como gobernador la provincia imperial de Galia Aquitania; Werner Eck fechó su mandato como gobernador del año 94 al 96. Luego fue gobernador proconsular de Sicilia, cargo que Eck fechó en los años 97-98. Sin embargo, Paul Leunissen señala que el orden de estos dos cargos no es seguro, por lo que es posible que su gobernación de Sicilia haya precedido a la de Aquitania.
Los hombres seleccionados para ser cónsules en el año 99 eran más de lo habitual, y se puede considerar que reflejan a los aliados del emperador Trajano y las facciones del Senado en las que buscaba apoyo. Ambos cónsules ordinarios, Quinto Sosio Seneción y Aulo Cornelio Palma Frontoniano, eran militares, y cada uno de ellos gozaría del excepcional honor de un segundo consulado. De los posiblemente diez cónsules sufectos de ese año, se conocen cinco; de éstos, dos son provinciales, y dos italianos.
Áfer desaparece de los registros históricos después de su consulado.